# Presentation timestamp
Presentation timestamps, PTS, časové značky pro prezentaci jsou pole časových metadat v transportním proudu MPEG nebo v programovém proudu MPEG, která slouží pro synchronizaci jednotlivých elementárních proudů (např. video, audio, titulky) programů při prezentaci divákovi. PTS se udává v jednotkách vztahujících se k hlavní časové referenci programu, buď referenčním hodinám programu (anglicky Program Clock Reference, PCR) nebo k referenčním hodinám systému (anglicky System Clock Reference, SCR), které se také přenášejí v transportním proudu nebo programovém proudu.

## Presentation timestamp
Prezentační časové značky mají rozlišení 90kHz, vhodné pro synchronizaci prezentace. PCR nebo SCR mají rozlišení 27MHz, které je vhodné pro synchronizaci hlavních hodin dekodéru s hodinami obvykle vzdáleného kodéru, včetně řízení televizních signálů jako je např. synchronizace snímků a řádků, barevné subnosné, atd.
Dekódování N elementárních proudů je synchronizováno přizpůsobením dekódování proudů společné hlavní časové základně, nikoli přizpůsobením dekódování jednoho proudu dekódování jiného proudu. Hlavní časovou základnou mohou být hodiny jednoho z N dekodérů, hodiny zdroje dat nebo nějaké externí hodiny.
Transportní proud může obsahovat několik programů a každý program může mít vlastní časovou základnu, tj. časové základny různých programů v transportním proudu mohou být různé. Protože se PTS vztahují na dekódování jednotlivých elementárních proudů, nacházejí se v paketové vrstvě PES jak transportních proudy tak programových proudů. K synchronizaci mezi koncovými body dochází, když kodéry ukládají časové značky v okamžiku zachycení, když se časové značky šíří s přidruženými kódovanými daty do dekodérů, a když dekodéry používají tyto časové značky k plánování prezentací.
Synchronizace dekódovacího systému s kanálem se dosahuje pomocí SCR v programovém proudu a jeho obdoby, PCR, v transportním proudu. SCR a PCR jsou časové značky, které kódují časování samotného proudu bitů, a jsou odvozené ze stejné časové základny, která se používá pro hodnoty PTS zvuku a obrazu ze stejného programu. Protože každý program může mít vlastní časovou základnu, existují v transportním proudu obsahujícím několik programů samostatná PCR pole pro každý program. V některých případech mohou programy PCR pole sdílet.

## Decoding timestamp
Stejné hodnoty a podobný význam jako PTS mají anglicky DTS, decoding time stamps časové značky pro dekódování, které udávají, kdy se má aktuální paket proudu dekódovat.